# Der Geschichtenverkäufer
Der Geschichtenverkäufer (norwegischer Originaltitel: Sirkusdirektørens datter) ist ein 2001 veröffentlichter Roman von Jostein Gaarder, der 2002 in deutscher Sprache erschien.

## Inhalt
Die Geschichte handelt von Petter, einem etwas seltsamen Kind. Seine Eltern leben getrennt und er wohnt bei seiner Mutter. Petter hat eine sehr ausgeprägte Fantasie. Er sitzt lieber alleine zu Hause und denkt sich Geschichten aus, anstatt mit anderen Kindern draußen zu spielen. Er erzählt diese Geschichten auch seiner Mutter, die ihn jedoch nicht versteht und sich Sorgen macht, weil Petter immer allein ist. 
In der 3. Klasse findet Petter den Nutzen seiner Fantasie: Gegen eine kleine Bezahlung macht er die Hausaufgaben der anderen Kinder. Dies macht ihm sogar Spaß, da er sich immer wieder neue Fehler ausdenken muss, weil es auffallen würde, wenn alle Kinder perfekte Hausaufgaben hätten. 
Petter wird älter, seine Mutter stirbt und er hat das Haus für sich alleine, sodass er sich oft Frauenbesuch einlädt. Diese Frauen sind für ihn aber nichts Besonderes, eine feste Bindung geht er zu ihnen nicht ein. 
Petter hat immer noch Idee über Idee und er schreibt sie in Notizbüchern nieder: Entwürfe für Romane, Theaterstücke und vieles mehr. Er selbst würde sie natürlich nie weiter ausführen, da seine neuen Ideen ihn sofort von der ursprünglichen Handlung ablenken würden. 
Kurz nach seinem Abitur lernt er einen jungen Autor kennen und zeigt ihm einen Romanentwurf. Dieser ist begeistert und so verkauft ihm Petter die Idee. 
Später lernt er auf einem Spaziergang Maria kennen, die etwa zehn Jahre älter ist als er und die für ihn sofort etwas Besonderes ist. Sie fangen eine Beziehung an. Petter erzählt Maria viele seiner selbst ausgedachten Geschichten, doch nach und nach bekommt Maria Angst vor seiner Fantasie, da er ihr auch von einem kleinen Mann erzählt, den er „Meter“ nennt. „Meter“ stammt ursprünglich aus seinem Traum, ist aber inzwischen auch täglich um Petter herum, wenn er wach ist. Er bleibt jedoch in der Wohnung und folgt ihm nicht auf seine Spaziergänge. 
Maria beendet also die Beziehung, lässt sich aber vorher von ihm schwängern, da sie „etwas von ihm mitnehmen will“. Petter bekommt das Kind, ein Mädchen, noch ein paar Mal zu sehen und erzählt auch ihr einige Geschichten. Danach bricht Maria den Kontakt zu Petter vollkommen ab und zieht nach Stockholm. Sie sehen einander nie wieder.
Petter führt sein Leben weiter, indem er alle seine Geschichtsentwürfe zum Verkauf anbietet und so Autoren mit Schreibblockade weiterhilft. Langsam baut er sich ein kleines Imperium auf, erst nur in Norwegen und später auch international. Langsam aber sicher muss er fürchten, aufzufliegen, da seine Kundschaft so groß ist und unzufriedene Autoren ihn für einen Misserfolg verantwortlich machen könnten. Außerdem tauchen zwei deutsche Bücher auf, die auf seinen Ideen basieren, die er aber niemals verkauft hat. Petter denkt sofort an Maria, da nur sie das Privileg hatte, Geschichten zu hören, die er später verkaufte. 
Als er als Verlagsvertreter auf einer Buchmesse in Bologna ist, wird über „die Spinne“ gemunkelt, die für die meisten neuen Bücher verantwortlich sein soll – Petter. Ein Bekannter erzählt ihm, dass die aufgebrachten Autoren womöglich einen Killer angeheuert haben und Petter nimmt das nächste Flugzeug, um zu flüchten. Er mietet sich ein Zimmer in Amalfi. 
Dort begegnet er Beate, in die er sich verliebt und mit der er auch schläft. Nachdem er ihr jedoch eine Geschichte erzählt, die er damals seiner kleinen Tochter erzählt hatte, ist sie schockiert und will ihn nicht mehr sehen. 
Als Petter wieder in seinem Zimmer ist, reimt er sich zusammen, dass Beate seine Tochter ist, die er jahrelang nicht gesehen hat und dass sie es war, die Romane geschrieben hat, die auf seinen Ideen aufbauen. „Meter“ ist immer noch bei ihm und zwingt ihn, ein traumatisches Erlebnis seiner Kindheit aufzuschreiben, das die Fantasievorstellung von „Meter“ hervorgerufen hat. Danach verschwindet „Meter“ für immer. 
Schließlich trifft Petter sich am nächsten Tag ein letztes Mal mit Beate. Das Ende bleibt offen.

## Sprache
Die gesamte Geschichte ist aus der Ich-Perspektive geschrieben, was einen tiefen Einblick in die klaren, wenngleich ungewöhnlichen Gedanken und Gefühle Petters gestattet. 
Der Erzähler blickt über weite Teile der Erzählung zurück, hält sich aber nicht streng an die Chronologie der Ereignisse (beispielsweise wird schon vor der Geschichte mit Beate erwähnt, dass die Sache nicht gut geht), was einen unerfahrenen Leser eventuell leicht verwirren kann.